# Großer Preis von Australien 2009
Der Große Preis von Australien 2009 (offiziell 2009 Formula 1 ING Australian Grand Prix) fand am 29. März auf dem Albert Park Circuit in Melbourne statt und war das erste Rennen der Formel-1-Weltmeisterschaft 2009.

## Berichte

### Hintergrund
Der Saisonstart war der späteste seit der Formel-1-Weltmeisterschaft 1988.
Die Startzeit der Rennen wurde von 15:30 auf 17 Uhr AEDT verschoben. Dies geschah, um den europäischen Zuschauern eine bessere Sendezeit (6 Uhr UTC) bieten zu können.
Mercedes-Benz war neuer Motorenlieferant bei Force India und ersetzte die bisherigen Ferrari-Antriebseinheiten. Zusätzlich wurde das Team mit Getrieben und Hydraulikanlagen der McLaren-Gruppe ausgestattet. Als Folge der globalen Finanz- und Wirtschaftskrise gab der Honda-Konzern am 5. Dezember 2008 den sofortigen Rückzug seines Formel-1-Teams aus der höchsten Motorsportklasse bekannt. Der bisherige Honda-Teamchef Ross Brawn übernahm im März 2009 das Team durch einen sogenannten Management-Buy-out, welches als Brawn GP Formula One Team an der Saison 2009 teilnahm.
David Coulthard erklärte am 3. Juli 2008 im Rahmen des Grand Prix von Großbritannien seinen Rücktritt aus der Formel 1. Seinen Platz bei Red Bull nahm der Deutsche Sebastian Vettel ein, der 2008 für das Schwesterteam Toro Rosso fuhr. Vettel wiederum wurde bei Toro Rosso durch den Schweizer Formel-1-Debütanten Sébastien Buemi ersetzt.
Jarno Trulli bestritt seinen 200. Grand Prix.
Als amtierender Weltmeister ging Lewis Hamilton in die Saison.
Mit Giancarlo Fisichella, Fernando Alonso, Kimi Räikkönen und Hamilton (jeweils einmal) traten vier ehemalige Sieger zu diesem Grand Prix an.

### Training
Die erste Bestzeit des Jahres sicherte sich Williams-Pilot Nico Rosberg vor seinem Teamkollegen Kazuki Nakajima und Räikkönen.
Im zweiten Training war Rosberg erneut der schnellste Fahrer im Feld mit 1:26,053 Minuten gefolgt von Rubens Barrichello und Trulli.
Auch im dritten freien Training fuhr Rosberg die schnellste Runde und erzielte somit in jedem Trainingsabschnitt die Bestzeit. Diesmal belegten Trulli und Jenson Button die Plätze hinter ihm.

### Qualifikation
Das Qualifying bestand aus drei Teilen mit einer Nettolaufzeit von 45 Minuten. Im ersten Qualifying-Segment (Q1) hatten die Fahrer 18 Minuten Zeit, um sich für das Rennen zu qualifizieren. Die besten 15 Fahrer erreichten den nächsten Teil. Barrichello war Schnellster. Die beiden Force-India-Piloten und beide Toro Rosso sowie Nelson Piquet jr. schieden aus.
Der zweite Abschnitt (Q2) dauerte 15 Minuten. Die schnellsten zehn Piloten qualifizierten sich für den dritten Teil des Qualifyings. Barrichello war erneut Schnellster. Die beiden McLaren-Piloten, Nakajima, Alonso und Nick Heifeld schieden aus.
Der letzte Abschnitt (Q3) ging über eine Zeit von zwölf Minuten, in denen die ersten zehn Startpositionen vergeben wurden. Button fuhr mit einer Zeit von 1:26,202 Minuten die Bestzeit und sicherte sich seine insgesamt vierte Pole-Position. Ihm folgten Barrichello und Vettel auf den Plätzen zwei und drei.

### Rennen

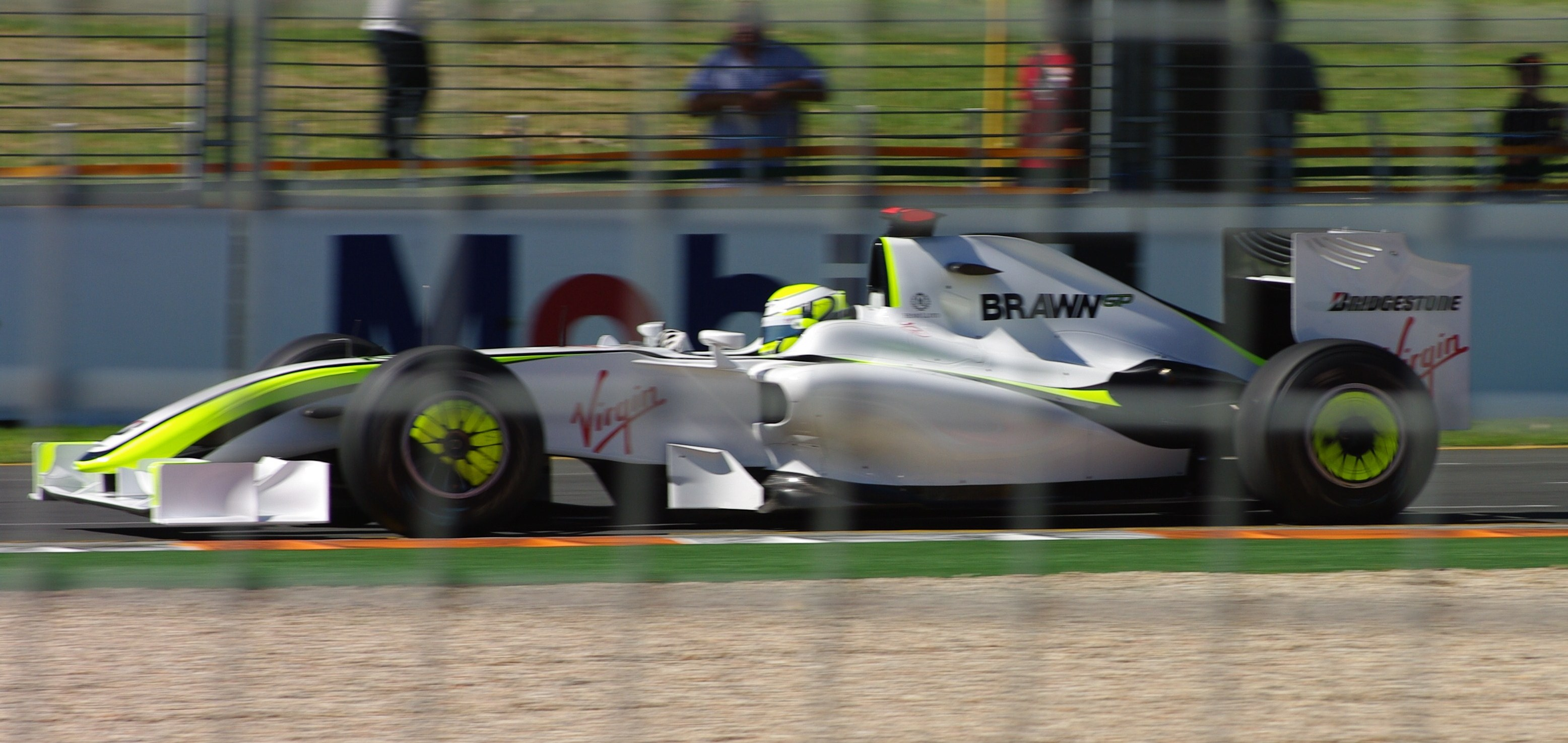
Jenson Button gewann das Debütrennen von Brawn GP

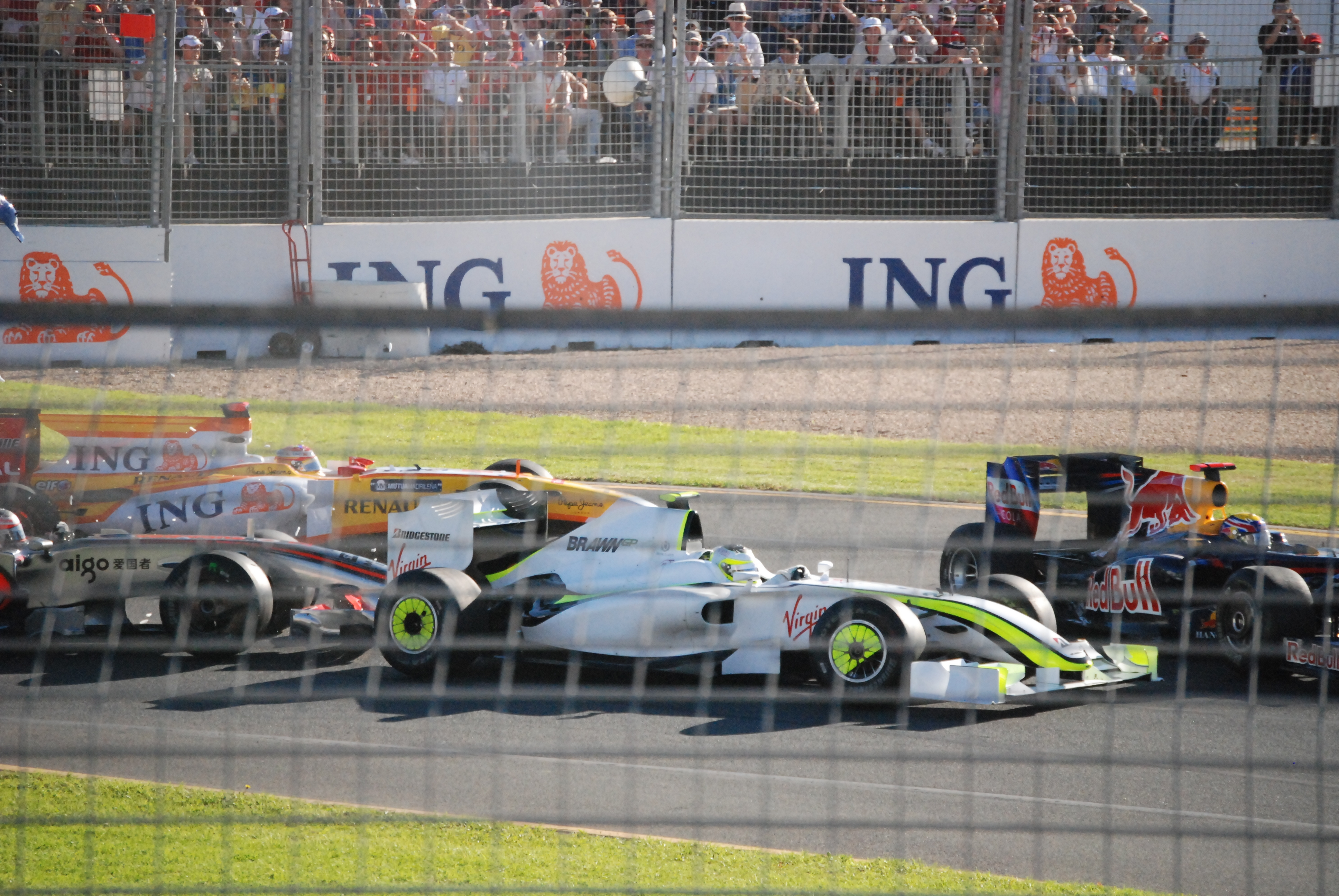
Der Unfall in der ersten Kurve: Rubens Barrichello schiebt Mark Webber in Nick Heidfeld

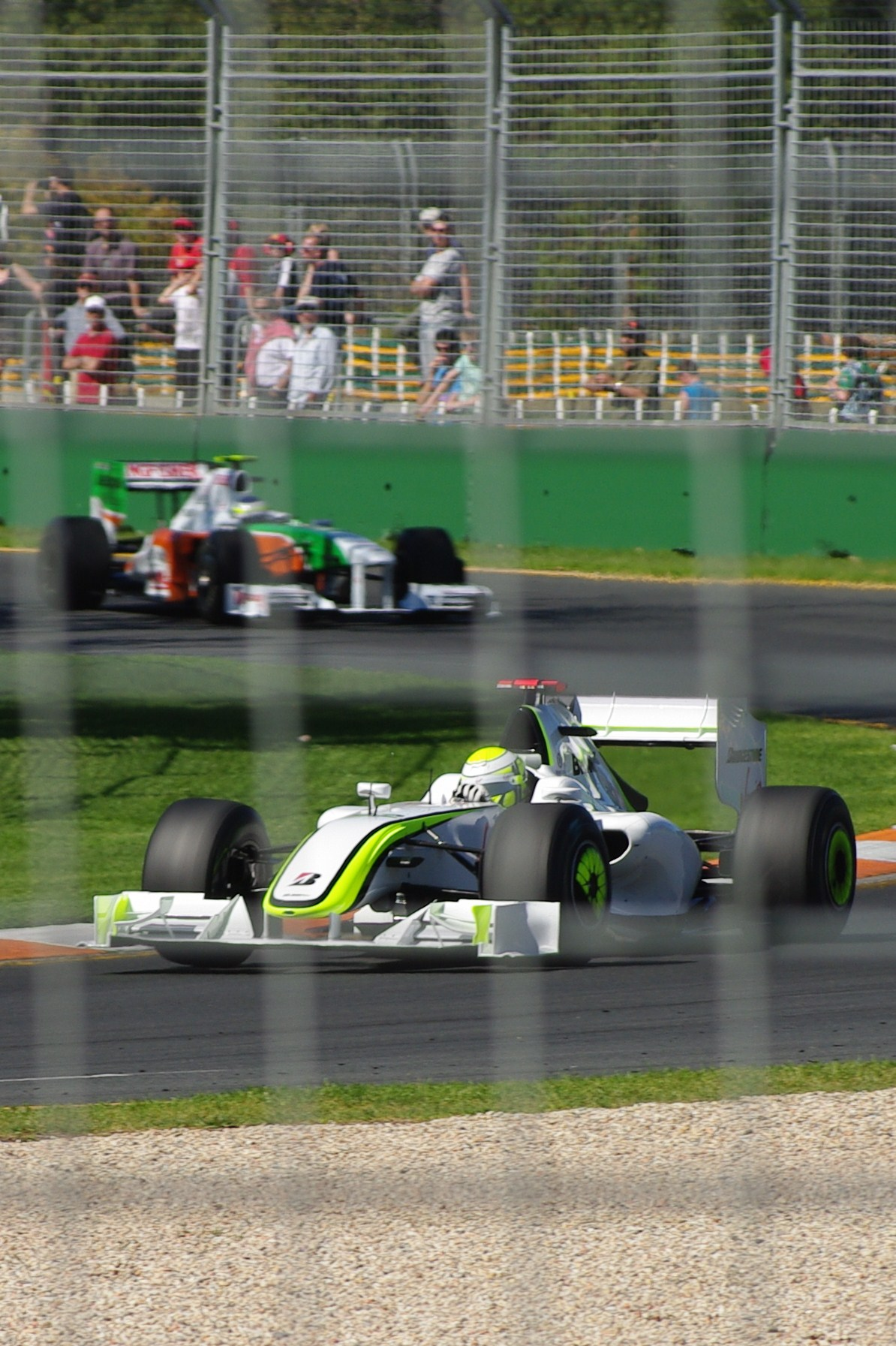
Button vor Giancarlo Fisichella im Force India

Auch im Rennen setzten die Brawn-Piloten diese Leistung fort und feierten einen Doppelsieg– der zweite Platz von Barrichello wurde allerdings durch den Ausfall von Vettel und Robert Kubica begünstigt. Platz drei erreichte Trulli; eine nach Rennschluss auferlegte 25-Sekunden-Zeitstrafe wegen Überholens während einer Safety-Car-Phase kurz vor Rennende, die nicht mehr aufgehoben wurde, wurde später wieder zurückgenommen. Der von Platz 18 gestartete Weltmeister Hamilton, der zunächst den dritten Platz geerbt hatte, wurde nachträglich wegen vorsätzlicher Täuschung disqualifiziert. Buemi, der erste Schweizer Grand-Prix-Starter in der Formel 1 seit 1995, belegte in seinem Debütrennen den siebten Platz und holte damit gleich zwei WM-Punkte.

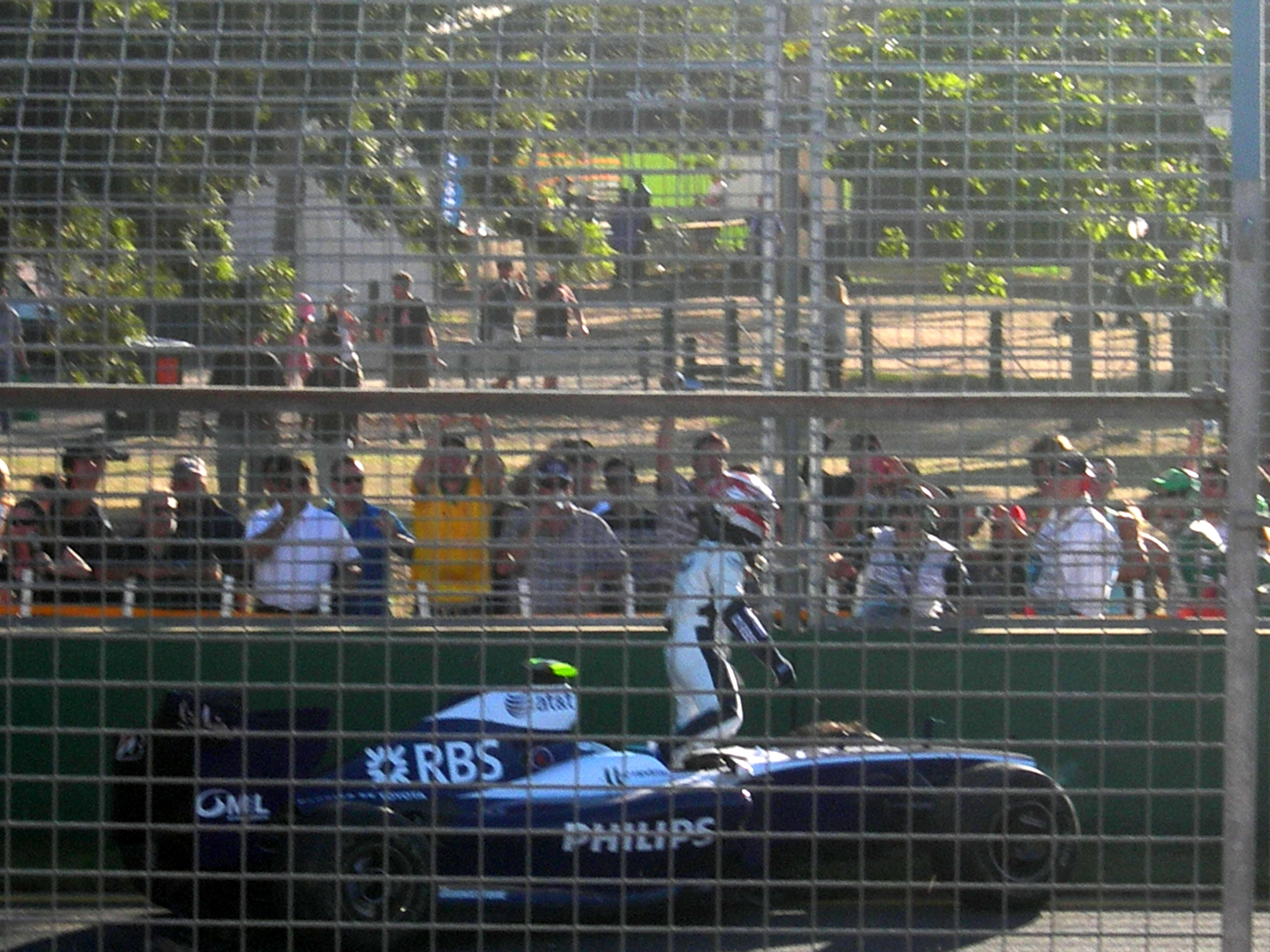
Kazuki Nakajima´s Aus brachte das Safety-Car auf die Strecke

Die schnellste Rennrunde fuhr Rosberg in 1:27,706 Minuten.
Vettel war drei Runden vor Rennende auf zweiter Position liegend mit Kubica kollidiert, wodurch beide aus dem Rennen ausschieden. Die Rennkommissare kamen zu der Überzeugung, dass Vettel Verursacher des Unfalls sei, und erlegten ihm eine Rückversetzung um zehn Startplätze für den nächsten Grand Prix auf. Red Bull wurde zusätzlich mit einer Geldstrafe von 50.000 US-Dollar belegt, da es seinen Fahrer nach dem Unfall mit Kubica nicht angewiesen hatte, seinen stark beschädigten Wagen abzustellen, und damit eine Gefährdung anderer in Kauf nahm.
Erst zum zweiten Mal in der Formel-1-Geschichte (abgesehen von der erstmaligen Austragung eines Formel-1-GP im Jahre 1950) gelang einem neuen Team der Sieg beim Premierenrennen. Das erste Mal war dies beim Großer Preis von Frankreich 1954 der Fall gewesen, als Juan Manuel Fangio als Pilot des damals neuen Teams Mercedes siegte. Es ist jedoch anzumerken, dass Brawn GP in einer anderen Konstellation bereits am Start war. Der Vorgänger von Brawn GP war Honda Racing F1, welches von 2006 bis 2008 an den Start ging.
In der Fahrerwertung entsprach das Rennergebnis dem WM-Stand. In der Konstrukteurswertung übernahm Brawn-Mercedes die Führung vor Toyota und Renault.

## Meldeliste
| Team                      | Nr. | Fahrer               | Chassis           | Motor                | Reifen |
| ------------------------- | --- | -------------------- | ----------------- | -------------------- | ------ |
| Vodafone McLaren Mercedes | 01  | Lewis Hamilton       | McLaren MP4-24    | Mercedes-Benz 2.4 V8 | B      |
| Vodafone McLaren Mercedes | 02  | Heikki Kovalainen    | McLaren MP4-24    | Mercedes-Benz 2.4 V8 | B      |
| Scuderia Ferrari Marlboro | 03  | Felipe Massa         | Ferrari F60       | Ferrari 2.4 V8       | B      |
| Scuderia Ferrari Marlboro | 04  | Kimi Räikkönen       | Ferrari F60       | Ferrari 2.4 V8       | B      |
| BMW Sauber F1 Team        | 05  | Robert Kubica        | BMW Sauber F1.09  | BMW 2.4 V8           | B      |
| BMW Sauber F1 Team        | 06  | Nick Heidfeld        | BMW Sauber F1.09  | BMW 2.4 V8           | B      |
| ING Renault F1 Team       | 07  | Fernando Alonso      | Renault R29       | Renault 2.4 V8       | B      |
| ING Renault F1 Team       | 08  | Nelson Piquet jr.    | Renault R29       | Renault 2.4 V8       | B      |
| Panasonic Toyota Racing   | 09  | Jarno Trulli         | Toyota TF109      | Toyota 2.4 V8        | B      |
| Panasonic Toyota Racing   | 10  | Timo Glock           | Toyota TF109      | Toyota 2.4 V8        | B      |
| Scuderia Toro Rosso       | 11  | Sébastien Bourdais   | Toro Rosso STR4   | Ferrari 2.4 V8       | B      |
| Scuderia Toro Rosso       | 12  | Sébastien Buemi      | Toro Rosso STR4   | Ferrari 2.4 V8       | B      |
| Red Bull Racing           | 14  | Mark Webber          | Red Bull RB5      | Renault 2.4 V8       | B      |
| Red Bull Racing           | 15  | Sebastian Vettel     | Red Bull RB5      | Renault 2.4 V8       | B      |
| AT&T Williams             | 16  | Nico Rosberg         | Williams FW31     | Toyota 2.4 V8        | B      |
| AT&T Williams             | 17  | Kazuki Nakajima      | Williams FW31     | Toyota 2.4 V8        | B      |
| Force India F1 Team       | 20  | Adrian Sutil         | Force India VJM02 | Mercedes-Benz 2.4 V8 | B      |
| Force India F1 Team       | 21  | Giancarlo Fisichella | Force India VJM02 | Mercedes-Benz 2.4 V8 | B      |
| Brawn GP Formula 1 Team   | 22  | Jenson Button        | Brawn BGP 001     | Mercedes-Benz 2.4 V8 | B      |
| Brawn GP Formula 1 Team   | 23  | Rubens Barrichello   | Brawn BGP 001     | Mercedes-Benz 2.4 V8 | B      |

Anmerkungen
Die Startnummern 18 und 19 wurden wegen des Rückzugs des Honda-Teams nicht vergeben. Das Nachfolgeteam Brawn GP bekam als Neuling traditionell die letzten Startnummern, das Team Force India rückte aus Marketinggründen nicht auf.

## Klassifikationen

### Qualifying
| Pos. | Fahrer               | Konstrukteur         | Q1       | Q2         | Q3       | Start |
| ---- | -------------------- | -------------------- | -------- | ---------- | -------- | ----- |
| 01   | Jenson Button        | Brawn-Mercedes       | 1:25,211 | 1:24,855   | 1:26,202 | 01    |
| 02   | Rubens Barrichello   | Brawn-Mercedes       | 1:25,006 | 1:24,783   | 1:26,505 | 02    |
| 03   | Sebastian Vettel     | Red Bull-Renault     | 1:25,938 | 1:25,121   | 1:26,830 | 03    |
| 04   | Robert Kubica        | BMW Sauber           | 1:25,922 | 1:25,152   | 1:26,914 | 04    |
| 05   | Nico Rosberg         | Williams-Toyota      | 1:25,846 | 1:25,123   | 1:26,973 | 05    |
| 06   | Timo Glock           | Toyota               | 1:25,499 | 1:25,281   | 1:26,975 | Box   |
| 07   | Felipe Massa         | Ferrari (K)          | 1:25,844 | 1:25,319   | 1:27,033 | 06    |
| 08   | Jarno Trulli         | Toyota               | 1:26,194 | 1:25,265   | 1:27,127 | Box   |
| 09   | Kimi Räikkönen       | Ferrari (K)          | 1:25,899 | 1:25,380   | 1:27,163 | 07    |
| 10   | Mark Webber          | Red Bull-Renault     | 1:25,427 | 1:25,241   | 1:27,246 | 08    |
| 11   | Nick Heidfeld        | BMW Sauber (K)       | 1:25,827 | 1:25,504   | –        | 09    |
| 12   | Fernando Alonso      | Renault (K)          | 1:26,026 | 1:25,605   | –        | 10    |
| 13   | Kazuki Nakajima      | Williams-Toyota      | 1:26,074 | 1:25,607   | –        | 11    |
| 14   | Heikki Kovalainen    | McLaren-Mercedes (K) | 1:26,184 | 1:25,726   | –        | 12    |
| 15   | Lewis Hamilton       | McLaren-Mercedes (K) | 1:26,454 | keine Zeit | –        | 18    |
| 16   | Sébastien Buemi      | Toro Rosso-Ferrari   | 1:26,503 | –          | –        | 13    |
| 17   | Nelson Piquet jr.    | Renault (K)          | 1:26,598 | –          | –        | 14    |
| 18   | Giancarlo Fisichella | Force India-Mercedes | 1:26,677 | –          | –        | 15    |
| 19   | Adrian Sutil         | Force India-Mercedes | 1:26,742 | –          | –        | 16    |
| 20   | Sébastien Bourdais   | Toro Rosso-Ferrari   | 1:26,964 | –          | –        | 17    |

Anmerkungen
(K) = Rennwagen mit KERS
1. 1 2  Da die Heckflügel der Toyotapiloten Glock und Trulli als illegal eingestuft wurden, wurden sie ans Ende der Startaufstellung strafversetzt. Bei Toyota entschied sich man sich jedoch für einen Start aus der Boxengasse.
2. ↑  Hamilton wurde wegen eines Getriebewechsels um fünf Startplätze von 15 auf 20 zurückversetzt. Jedoch rückte er durch die Strafversetzung der Toyotas auf Platz 18 vor.

### Rennen
| Pos. | Fahrer               | Konstrukteur         | Runden | Stopps | Zeit        | Start | Schnellste Runde |
| ---- | -------------------- | -------------------- | ------ | ------ | ----------- | ----- | ---------------- |
| 01   | Jenson Button        | Brawn-Mercedes       | 58     | 2      | 1:34:15,784 | 01    | 1:28,020 (17.)   |
| 02   | Rubens Barrichello   | Brawn-Mercedes       | 58     | 2      | + 0,807     | 02    | 1:29,066 (43.)   |
| 03   | Jarno Trulli         | Toyota               | 58     | 2      | + 1,604     | Box   | 1:28,916 (50.)   |
| 04   | Timo Glock           | Toyota               | 58     | 2      | + 4,435     | Box   | 1:28,416 (53.)   |
| 05   | Fernando Alonso      | Renault (K)          | 58     | 2      | + 4,879     | 10    | 1:28,712 (53.)   |
| 06   | Nico Rosberg         | Williams-Toyota      | 58     | 2      | + 5,722     | 05    | 1:27,706 (48.)   |
| 07   | Sébastien Buemi      | Toro Rosso-Ferrari   | 58     | 2      | + 6,004     | 13    | 1:29,230 (34.)   |
| 08   | Sébastien Bourdais   | Toro Rosso-Ferrari   | 58     | 2      | + 6,298     | 17    | 1:29,823 (50.)   |
| 09   | Adrian Sutil         | Force India-Mercedes | 58     | 3      | + 6,335     | 16    | 1:28,943 (43.)   |
| 10   | Nick Heidfeld        | BMW Sauber (K)       | 58     | 3      | + 7,085     | 09    | 1:28,283 (48.)   |
| 11   | Giancarlo Fisichella | Force India-Mercedes | 58     | 2      | + 7,374     | 15    | 1:29,005 (51.)   |
| 12   | Mark Webber          | Red Bull-Renault     | 57     | 2      | + 1 Runde   | 08    | 1:28,508 (38.)   |
| 13   | Sebastian Vettel     | Red Bull-Renault     | 56     | 2      | DNF         | 03    | 1:28,140 (08.)   |
| 14   | Robert Kubica        | BMW Sauber           | 55     | 2      | DNF         | 04    | 1:27,988 (36.)   |
| 15   | Kimi Räikkönen       | Ferrari (K)          | 55     | 4      | DNF         | 07    | 1:28,488 (35.)   |
| –    | Felipe Massa         | Ferrari (K)          | 45     | 2      | DNF         | 06    | 1:29,141 (30.)   |
| –    | Nelson Piquet jr.    | Renault (K)          | 24     | 1      | DNF         | 14    | 1:30,502 (17.)   |
| –    | Kazuki Nakajima      | Williams-Toyota      | 17     | 0      | DNF         | 11    | 1:29,923 (06.)   |
| –    | Heikki Kovalainen    | McLaren-Mercedes (K) | 0      | 0      | DNF         | 12    | –                |
| DSQ  | Lewis Hamilton       | McLaren-Mercedes (K) | 58     | 2      | –           | 18    | 1:29,020 (39.)   |

Anmerkungen
(K) = Rennwagen mit KERS
1. ↑  Hamilton wurde nachträglich wegen vorsätzlicher Täuschung disqualifiziert.

## WM-Stände nach dem Rennen
Die ersten acht des Rennens bekamen 10, 8, 6, 5, 4, 3, 2 bzw. 1 Punkt(e).

### Fahrerwertung
| Pos. | Fahrer             | Konstrukteur         | Punkte |
| ---- | ------------------ | -------------------- | ------ |
| 01   | Jenson Button      | Brawn-Mercedes       | 10     |
| 02   | Rubens Barrichello | Brawn-Mercedes       | 8      |
| 03   | Jarno Trulli       | Toyota               | 6      |
| 04   | Timo Glock         | Toyota               | 5      |
| 05   | Fernando Alonso    | Renault              | 4      |
| 06   | Nico Rosberg       | Williams-Toyota      | 3      |
| 07   | Sébastien Buemi    | Toro Rosso-Ferrari   | 2      |
| 08   | Sébastien Bourdais | Toro Rosso-Ferrari   | 1      |
| 09   | Adrian Sutil       | Force India-Mercedes | 0      |
| 10   | Nick Heidfeld      | BMW Sauber           | 0      |

| Pos. | Fahrer               | Konstrukteur         | Punkte |
| ---- | -------------------- | -------------------- | ------ |
| 11   | Giancarlo Fisichella | Force India-Mercedes | 0      |
| 12   | Mark Webber          | Red Bull-Renault     | 0      |
| 13   | Sebastian Vettel     | Red Bull-Renault     | 0      |
| 14   | Robert Kubica        | BMW Sauber           | 0      |
| 15   | Kimi Räikkönen       | Ferrari              | 0      |
| –    | Felipe Massa         | Ferrari              | 0      |
| –    | Nelson Piquet jr.    | Renault              | 0      |
| –    | Kazuki Nakajima      | Williams-Toyota      | 0      |
| –    | Heikki Kovalainen    | McLaren-Mercedes     | 0      |

### Konstrukteurswertung
| Pos. | Konstrukteur       | Punkte |
| ---- | ------------------ | ------ |
| 01   | Brawn-Mercedes     | 18     |
| 02   | Toyota             | 11     |
| 03   | Renault            | 4      |
| 04   | Williams-Toyota    | 3      |
| 05   | Toro Rosso-Ferrari | 3      |

| Pos. | Konstrukteur         | Punkte |
| ---- | -------------------- | ------ |
| 06   | Force India-Mercedes | 0      |
| 07   | BMW Sauber           | 0      |
| 08   | Red Bull-Renault     | 0      |
| 09   | Ferrari              | 0      |
| –    | McLaren-Mercedes     | 0      |